# Apassalus humistratus
Apassalus humistratus là một loài thực vật có hoa trong họ Ô rô. Loài này được (Michx.) Kobuski mô tả khoa học đầu tiên năm 1928.